# صندوق الاستثمار الفلسطيني
تأسس صندوق الاستثمار الفلسطيني (PIF) في عام 2003 كشركة استثمار مستقلة تهدف إلى تعزيز الاقتصاد المحلي من خلال الاستثمارات الاستراتيجية، مع تعظيم العوائد على المدى الطويل للمساهم النهائي ؛ شعب فلسطين . تم إنشاؤه عن طريق نقل الأصول التي كانت تدار من قبل من قبل السلطة الفلسطينية. منذ يناير 2009 ، كان محمد مصطفى رئيسًا ورئيسًا مشاركًا للشركة.
وفقًا لمصدر واحد، يقوم بإجراء تدقيقين داخليين ؛ واحد من برايس ووترهاوس كوبرز والآخر من قبل وحدة التدقيق الداخلي. تتم عمليات التدقيق الخارجي بواسطة إرنست ويونغ ، الذين تحققوا بشكل مستقل من أن حساباته المالية تتوافق مع معايير التدقيق الدولية. علاوة على ذلك، يقوم ديوان الرقابة المالية والرقابة الإدارية بمراجعة نظام الإدارة المالية ونظام الإدارة المالية بالإضافة إلى ذلك، يسجل أداء أنظمة التدقيق الداخلية. علاوة على ذلك، فإن للصندوق شركاء مع أوبك في الولايات المتحدة، ووزارة التنمية الدولية البريطانية، ومؤسسة التمويل الدولية التابعة للبنك الدولي.
تحت قيادة رئيس وزراء السلطة الفلسطينية سلام فياض، تم الاحتفال بـ PIF بسبب ممارساته التجارية الشفافة، لكن منذ عام 2011 ، أصبح يشارك في تمويل المزيد من المشاريع المشكوك فيها.

## الخلافات
في يونيو / حزيران 2012 ، حُكم على محمد رشيد (المعروف أيضاً باسم خالد سلام) ، المستشار الاقتصادي السابق لياسر عرفات، بالسجن لمدة 15 عامًا بعد إدانته بالاختلاس من PIF ومنظمة التحرير الفلسطينية والسلطة الفلسطينية. كما حصل على غرامة قدرها 15 مليون دولار وأمر بسداد مبلغ 34 مليون دولار الذي اختلسه.

## الاستثمارات
الشركات التابعة المملوكة بالكامل لـ PIF تشمل:
- مجموعة عمار للاستثمار العقاري
- شركة خزانة لإدارة الأصول
- شركة البحر الميت والأغوار الفلسطينية للتطوير
- الشركة الفلسطينية للخدمات التجارية

تمتلك PIF حصة أقلية في المشاريع التالية:
- برنامج الاتصالات
- برنامج تمويل الرهن العقاري
- برنامج الشركات الصغيرة والمتوسطة
- برنامج الطاقة
- الوطنية موبايل [7]